# Афинская Арена

Афинская Арена

Афинская Арена — концерт- и конгресс-холл в центре Афин на улице Пирея, что вмещает 2 500 зрителей, одно из заведений Papatheoharis Group.
На сцене Афинской арены выступали такие признанные звезды греческой эстрады, как Анна Висси, Антонис Ремос, Маринелла. В 2009 года на сцене Афинской арены состоялся международный музыкальный фестиваль. На официальном открытии фестиваля выступал греческий оперный певец, солист Ла Скалы Мариос Франгулис.
23 и 24 сентября 2010 года на сцене Афинской Арены состоялся финал конкурса Eurovoice 2010 — альтернативы песенного конкурса Евровидение, в котором приняли участие исполнители из 33 европейских стран.